# Степьюк, Иван Иосифович
Иван Иосифович Степьюк (26 июня 1930, село Новомитрополька, Тюхтетский район, Сибирский край, РСФСР, СССР — 1 февраля 2012, Павлодар, Казахстан) — бригадир слесарей-монтажников Павлодарского участка треста «Средазэнергомонтаж» Министерства энергетики и электрификации Казахской ССР, Павлодарская область. Герой Социалистического Труда (1971).

## Биография
Родился в 1930 году в крестьянской семье в селе Новомитрополька Тюхтетского района. В 1948 году окончил Боготольское железнодорожное училище. Трудился контролёром на железнодорожном транспорте в Боготоле. С 1952 по 1956 года проходил срочную службу в Советской Армии. С 1956 года — слесарь-монтажник треста «Сибэнергомонтаж» на строительстве Томь-Усинской ГРЭС в Кемеровской области. В 1959 году переехал в Алма-Ату, где трудился слесарем треста «Казтехмонтаж», затем — бригадиром слесарей-монтажников Павлодарского участка треста «Средазэнергомонтаж» в Павлодаре.
Бригада под его руководством трудилась на строительстве ТЭЦ-1, ТЭЦ-2, ТЭЦ-3, Ермаковской ГРЭС, различных промышленных и энергетических объектов в Павлодаре и области. Итогам работы в годы Семилетки (1959—1965) награждён Орденом Трудового Красного Знамени.
В завершающем году бригада Ивана Степьюка, удостоенная почётного звания коллектива коммунистического труда, досрочно выполнила коллективное социалистическое обязательство и производственные задания Восьмой пятилетки (1966—1970). Указом Президиума Верховного Совета СССР от 20 апреля 1971 года удостоен звания Героя Социалистического Труда за «особые заслуги в выполнении заданий пятилетнего плана по развитию энергетики страны» с вручением ордена Ленина и золотой медали «Серп и Молот» (№ 15476).
С 1972 года член КПСС. Избирался членом Ильчёвского райкома города Павлодара Компартии Казахстана, депутатом Павлодарского областного, городского и Ильичёвского районного Советов депутатов трудящихся.
Трудился бригадиром в тресте «Средазэнергомонтаж» до выхода на пенсию. Проживал в Павлодаре. Умер в феврале 2012 года.
Награды
- Герой Социалистического Труда
- Орден Ленина
- Орден Трудового Красного Знамени (04.10.1966)
- Медаль «За трудовое отличие» (20.09.1962)